# Prva savezna liga Jugoslavije u nogometu 1979./80.
Prvenstvo Jugoslavije u nogometu za sezonu 1979./80. bilo je pedeset i prvo po redu najviše nogometno natjecanje u Jugoslaviji, trideset i četvrto poslijeratno, koje je započelo 14. srpnja 1979. i završilo 29. lipnja 1980.

Prvak je postao srbijanski klub, FK Crvena zvezda, koja je osvojila svoj trinaesti naslov.

Najbolji strijelci bili su Safet Sušić iz FK Sarajevo i Dragoljub Kostić iz Napretka iz Kruševca s po 17 golova.
Ukupan broj gledatelja iznosio je 2.610.126.

## Sustav natjecanja
Igralo se u dvije faze. Momčadi su međusobno igrale dvokružni ligaški sustav. Igrala se po jedna utakmica na domaćem i gostujućem terenu.  Prvakom je postala momčad koja je sakupila najviše bodova u skupini za prvaka (pobjeda = 2 boda, neodlučeni ishod = 1 bod, poraz = bez bodova).
Pravila koje su određivala poredak na ljestvici su bila: 1) broj osvojenih bodova, 2) gol-razlika, 3) veći broj postignutih golova, 4) baraž

## Formiranje lige
U obzir ulazi 16 najbolje plasiranih iz prethodne sezone, plus pobjednici dviju skupina Druge savezne lige 1978./79.
- Iz Prve savezne lige natjecali su se Hajduk Split, Dinamo Zagreb, Crvena zvezda, Sarajevo, Velež Mostar, Budućnost, Radnički Niš, Sloboda Tuzla, Željezničar, Rijeka, Borac Banja Luka, Vojvodina, Osijek, Napredak Kruševac, Partizan i Olimpija Ljubljana
- Iz Druge savezne lige: Čelik Zenica (pobjednik zapadne skupine) i Vardar Skoplje (pobjednik istočne skupine)

## Sudionici
| Slovenija       | Hrvatska                                    | Bosna i Hercegovina                                                             | Srbija           | Srbija                                                           | Srbija  | Crna Gora       | Makedonija   |
| Slovenija       | Hrvatska                                    | Bosna i Hercegovina                                                             | Vojvodina        | Središnja Srbija                                                 | Kosovo  | Crna Gora       | Makedonija   |
| --------------- | ------------------------------------------- | ------------------------------------------------------------------------------- | ---------------- | ---------------------------------------------------------------- | ------- | --------------- | ------------ |
| - Olimpija (LJ) | - Dinamo (Z) - Hajduk (S) - Osijek - Rijeka | - Borac (BL) - Čelik (Z) - Sarajevo - Sloboda (T) - Velež (M) - Željezničar (S) | - Vojvodina (NS) | - Crvena zvezda (B) - Napredak (K) - Partizan (B) - Radnički (N) | - nitko | - Budućnost (T) | - Vardar (S) |

- FK Borac, Banja Luka
- FK Budućnost, Titograd
- FK Crvena zvezda, Beograd
- NK Čelik, Zenica
- NK Dinamo, Zagreb
- NK Hajduk, Split
- FK Napredak Kruševac, Kruševac
- NK Olimpija, Ljubljana
- NK Osijek, Osijek
- FK Partizan, Beograd
- FK Radnički Niš, Niš
- NK Rijeka, Rijeka
- FK Sarajevo, Sarajevo
- FK Sloboda, Tuzla
- FK Vardar, Skoplje
- FK Velež, Mostar
- FK Vojvodina, Novi Sad
- FK Željezničar, Sarajevo

## Smrt maršala Tita, tri prekinute utakmice

#### Hajduk − Crvena zvezda
Derbi utakmica 25. kola u kojoj su se 4. svibnja 1980. na Poljudu u Splitu suprotstavljali aktualni prvak lige Hajduk i trenutno vodeća Crvena zvezda, prekinuta je u 41. minuti zbog objave smrti maršala Tita nakon koje su igrači i navijači javno iskazivali tugu unutar stadiona.
Igrano u nedjelju poslijepodne, u 41. minuti utakmice trojica su muškaraca ušla na teren i dala znak sucu Husrefu Muharemagiću iz Janje da prekine utakmicu i okupi igrače obje momčadi na središte terena. Nakon što je utakmica prekinuto, splitski gradonačelnik Ante Skataretiko je na razglasu stadiona službeno objavio publici od preko 50.000 ljudi da je jugoslavenski doživotni predsjednik Josip Broz Tito umro. Rezultat utakmice bio je izjednačen 1:1 u trenutku prekida, a Pižon Petrović je postigao pogodak iz jedanaesterca za 0:1 prije nego što je Zlatko Vujović izjednačio na 1:1. To je bila prva utakmicu koju je Crvena zvezda igrala na novoizgrađenom stadionu Poljud koji je otvoren prethodnog ljeta.
Nakon Skataretikove objave uslijedile su iznenadne scene masovnog plača na stadionu; neki igrači — kao što je Hajdukov dvadesetjednogodišnji napadač Zlatko Vujović — srušili su se na tlo i zaplakali dok je publika počela pjevati pjesmu "Druže Tito, mi ti se kunemo"
Jugoslavenski nogometni savez utakmicu je proglasio ništavnom i odredio reprizu za srijedu, 21. svibnja 1980. na istom mjestu. Dva i pol tjedna kasnije, Crvena zvezda je dobila ponovljeni derbi s 3:1.

#### Sarajevo − Osijek
U međuvremenu, na stadionu Koševo tijekom utakmice FK Sarajevo − NK Osijek, vijest o Titovoj smrti odjeknula je u 43. minuti, a rezultat je bio 1:1.

#### Dinamo Zagreb − Željezničar
Utakmice, kao i treća između Dinama i Željezničara, odmah su prekinute, a Jugoslavenski savez je donio odluku da se utakmice ponište i da se dva i pol tjedna kasnije ponovno odigraju, u srijedu, 21. svibnja 1980. na istim stadionima.

## Ljestvica
| mj.     | klub               | ut. | pob. | ner. | por. | gol+ | gol- | gr  | bod |
| ------- | ------------------ | --- | ---- | ---- | ---- | ---- | ---- | --- | --- |
| 1.      | Crvena zvezda      | 34  | 19   | 10   | 5    | 54   | 26   | +28 | 48  |
| 2.      | Sarajevo           | 34  | 17   | 7    | 10   | 55   | 41   | +14 | 41  |
| 3.      | Radnički Niš       | 34  | 14   | 11   | 9    | 49   | 32   | +17 | 39  |
| 4.      | Napredak Kruševac  | 34  | 17   | 5    | 12   | 41   | 27   | +14 | 39  |
| 5.      | Hajduk Split       | 34  | 15   | 8    | 11   | 53   | 44   | +9  | 38  |
| 6.      | Sloboda Tuzla      | 34  | 13   | 9    | 12   | 44   | 37   | +7  | 35  |
| 7.      | Vardar Skoplje     | 34  | 10   | 15   | 9    | 43   | 41   | +2  | 35  |
| 8.      | Velež Mostar       | 34  | 13   | 8    | 13   | 44   | 39   | +5  | 34  |
| 9.      | Željezničar        | 34  | 9    | 15   | 10   | 41   | 47   | –6  | 33  |
| 10.     | Rijeka             | 34  | 12   | 9    | 13   | 34   | 47   | –13 | 33  |
| 11.     | Budućnost          | 34  | 10   | 12   | 12   | 34   | 34   | 0   | 32  |
| 12.     | Dinamo Zagreb      | 34  | 9    | 14   | 11   | 43   | 44   | –1  | 32  |
| 13.     | Partizan           | 34  | 10   | 12   | 12   | 31   | 37   | –6  | 32  |
| 14.     | Borac Banja Luka   | 34  | 11   | 8    | 15   | 34   | 42   | –8  | 30  |
| 15.     | Olimpija Ljubljana | 34  | 11   | 8    | 15   | 30   | 45   | –15 | 30  |
| 16.     | Vojvodina          | 34  | 12   | 6    | 16   | 33   | 53   | –20 | 30  |
| 17.     | Osijek             | 34  | 10   | 9    | 15   | 28   | 34   | –6  | 29  |
| 18.     | Čelik Zenica       | 34  | 5    | 12   | 17   | 22   | 43   | –25 | 21  |
|         |                    |     |      |      |      |      |      |     |     |
| Izvori: |                    |     |      |      |      |      |      |     |     |

|  | Crvena zvezda je prvak Jugoslavije i plasirala se na Kup prvaka 1980./81.                      |
|  | Sarajevo, Radnički Niš i Napredak Kruševac plasirali su se na Kup UEFA 1980./81.               |
|  | Dinamo Zagreb osvaja Kup Jugoslavije i plasirao se na Europski kup pobjednika kupova 1980./81. |
|  | Osijek i Čelik Zenica ispali su u Drugu saveznu ligu                                           |

## Rezultati
| 1979./80. | 1979./80.          | C.Z | SAR | R.N | NAP | HAJ | SLO | VAR | VEL | ŽEL | RIJ | BUD | DIN | PAR | BBL | OLI | VOJ | OSI | ČEL |
| 1.        | Crvena zvezda      |     | 4:1 | 1:0 | 0:0 | 0:1 | 1:0 | 2:1 | 0:3 | 2:1 | 3:0 | 1:0 | 2:1 | 2:0 | 2:0 | 2:1 | 7:1 | 3:0 | 1:0 |
| 2.        | Sarajevo           | 2:1 |     | 2:0 | 0:1 | 4:2 | 2:1 | 3:0 | 1:0 | 1:3 | 2:0 | 2:2 | 4:2 | 2:2 | 1:0 | 6:0 | 1:0 | 2:1 | 2:2 |
| 3.        | Radnički Niš       | 1:1 | 1:0 |     | 2:0 | 4:0 | 1:0 | 0:0 | 2:1 | 3:0 | 2:0 | 2:0 | 0:1 | 1:0 | 1:1 | 4:0 | 5:1 | 2:0 | 4:1 |
| 4.        | Napredak Kruševac  | 1:2 | 2:0 | 0:0 |     | 2:2 | 1:1 | 0:0 | 0:0 | 0:0 | 5:1 | 2:0 | 3:0 | 1:0 | 1:0 | 3:0 | 2:1 | 3:0 | 0:0 |
| 5.        | Hajduk Split       | 1:3 | 1:0 | 2:3 | 3:1 |     | 2:1 | 0:0 | 2:0 | 2:2 | 4:1 | 1:0 | 1:1 | 4:1 | 3:0 | 3:0 | 2:2 | 2:1 | 3:0 |
| 6.        | Sloboda Tuzla      | 1:1 | 4:2 | 2:2 | 5:2 | 3:1 |     | 5:2 | 2:0 | 3:1 | 0:1 | 2:1 | 0:0 | 2:0 | 2:1 | 2:0 | 2:0 | 1:0 | 1:0 |
| 7.        | Vardar Skopje      | 0:0 | 0:0 | 2:2 | 2:1 | 1:0 | 2:0 |     | 0:1 | 1:1 | 3:1 | 1:1 | 1:1 | 5:0 | 5:2 | 2:2 | 2:0 | 1:0 | 2:0 |
| 8.        | Velež Mostar       | 0:2 | 1:2 | 1:1 | 1:1 | 2:1 | 5:1 | 2:2 |     | 3:0 | 3:1 | 2:1 | 1:1 | 0:0 | 2:0 | 0:0 | 2:1 | 1:0 | 5:1 |
| 9.        | Željezničar        | 0:3 | 1:1 | 4:2 | 1:1 | 1:1 | 1:1 | 0:0 | 3:1 |     | 1:1 | 3:1 | 2:0 | 0:0 | 2:0 | 0:0 | 3:0 | 1:1 | 2:0 |
| 10.       | Rijeka             | 2:2 | 1:1 | 0:0 | 2:1 | 2:0 | 1:0 | 4:0 | 1:0 | 2:2 |     | 2:0 | 2:0 | 0:0 | 0:0 | 2:0 | 1:1 | 0:0 | 1:0 |
| 11.       | Budućnost          | 2:0 | 0:2 | 2:1 | 0:0 | 3:1 | 0:0 | 1:1 | 2:0 | 3:0 | 1:2 |     | 1:1 | 2:0 | 3:0 | 1:0 | 3:1 | 2:0 | 0:0 |
| 12.       | Dinamo Zagreb      | 2:2 | 2:2 | 1:1 | 0:3 | 1:0 | 2:1 | 2:2 | 2:1 | 4:1 | 5:1 | 0:0 |     | 5:1 | 0:0 | 0:0 | 4:1 | 1:0 | 0:0 |
| 13.       | Partizan           | 0:0 | 2:0 | 1:1 | 0:0 | 3:0 | 2:0 | 3:2 | 0:1 | 3:0 | 2:0 | 1:1 | 1:0 |     | 3:1 | 3:1 | 0:0 | 0:0 | 0:0 |
| 14.       | Borac Banja Luka   | 1:1 | 0:2 | 2:0 | 2:0 | 0:0 | 1:0 | 3:0 | 4:2 | 1:1 | 3:0 | 3:1 | 2:0 | 1:0 |     | 1:0 | 1:1 | 1:1 | 2:1 |
| 15.       | Olimpija Ljubljana | 1:0 | 2:1 | 2:0 | 0:2 | 0:1 | 0:0 | 1:1 | 3:1 | 0:0 | 0:1 | 0:0 | 3:1 | 2:0 | 3:0 |     | 3:0 | 2:0 | 1:0 |
| 16.       | Vojvodina          | 1:2 | 1:0 | 1:1 | 1:0 | 1:4 | 1:0 | 2:0 | 0:1 | 2:1 | 3:1 | 0:0 | 2:1 | 1:2 | 1:0 | 2:0 |     | 2:0 | 1:0 |
| 17.       | Osijek             | 1:1 | 2:3 | 2:0 | 0:1 | 0:0 | 1:1 | 1:0 | 2:1 | 2:0 | 2:0 | 0:0 | 1:0 | 1:0 | 2:1 | 4:0 | 2:0 |     | 0:0 |
| 18.       | Čelik Zenica       | 0:0 | 0:1 | 1:0 | 1:1 | 1:3 | 0:0 | 0:2 | 0:0 | 2:3 | 1:0 | 3:0 | 2:2 | 1:1 | 1:0 | 2:3 | 0:1 | 2:1 |     |

| 1. kolo 14. 7. 1979. Olimpija – Budućnost 0:0 15. 7. 1979. Vojvodina – Velež 0:1 (0:1) Željezničar – Borac Banja Luka 2:0 (1:0) Crvena zvezda – Sloboda 1:0 (0:0) Hajduk – Osijek 2:1 (0:0) Dinamo Zagreb – Partizan 5:1 (4:1) Radnički Niš – Sarajevo 1:0 (1:0) Vardar – Rijeka 3:1 (1:1) Čelik – Napredak 1:1 (1:1) 2. kolo 21. 7. 1979. Sloboda – Hajduk 3:1 (1:0) 22. 7. 1979. Olimpija – Vojvodina 3:0 (1:0) Rijeka – Čelik 1:0 (1:0) Sarajevo – Vardar 3:0 (1:0) Partizan – Radnički Niš 1:1 (1:1) Osijek – Dinamo Zagreb 1:0 (0:0) Borac Banja Luka – Crvena zvezda 1:1 (1:1) Velež – Željezničar 3:0 (1:0) Budućnost – Napredak 0:0 3. kolo 28. 7. 1979. Crvena zvezda – Velež 0:3 (0:0) 29. 7. 1979. Vojvodina – Budućnost 0:0 Željezničar – Olimpija 0:0 Hajduk – Borac Banja Luka 3:0 (2:0) Dinamo Zagreb – Sloboda 2:1 (1:1) Radnički Niš – Osijek 2:0 (1:0) Vardar – Partizan 5:0 (3:0) Čelik – Sarajevo 0:1 (0:1) Napredak – Rijeka 5:1 (3:1) 4. kolo 1. 8. 1979. Olimpija – Crvena zvezda 1:0 (0:0) Vojvodina – Željezničar 2:1 (1:1) Sarajevo – Napredak 0:1 (0:0) Osijek – Vardar 1:0 (1:0) Sloboda – Radnički Niš 2:2 (2:1) Borac Banja Luka – Dinamo Zagreb 2:0 (1:0) Velež – Hajduk 2:1 (1:0) Budućnost – Rijeka 1:2 (1:1) 2. 8. 1979. Partizan – Čelik 0:0 5. kolo 4. 8. 1979. Rijeka – Sarajevo 1:1 (0:0) 5. 8. 1979. Željezničar – Budućnost 3:1 (2:1) Crvena zvezda – Vojvodina 7:1 (4:1) Hajduk – Olimpija 3:0 (2:0) Dinamo Zagreb – Velež 2:1 (1:1) Radnički Niš – Borac Banja Luka 1:1 (0:1) Vardar – Sloboda 2:0 (2:0) Čelik – Osijek 2:1 (1:1) Napredak – Partizan 1:0 (1:0) 6. kolo 11. 8. 1979. Željezničar – Crvena zvezda 0:3 (par-forfe, prekid u 86. minuti pred kraj zbog napada na vratara kod 1:3) 12. 8. 1979. Olimpija – Dinamo Zagreb 3:1 (2:0) Vojvodina – Hajduk 1:4 (0:2) Partizan – Rijeka 2:0 (2:0) Osijek – Napredak 0:1 (0:1) Sloboda – Čelik 1:0 (1:0) Borac Banja Luka – Vardar 3:0 (0:0) Velež – Radnički Niš 1:1 (0:0) Budućnost – Sarajevo 0:2 (0:0) 7. kolo 18. 8. 1979. Sarajevo – Partizan 2:2 (0:1) 19. 8. 1979. Crvena zvezda – Budućnost 1:0 (1:0) Hajduk – Željezničar 2:2 (2:1) Dinamo Zagreb – Vojvodina 4:1 (1:0) Radnički Niš – Olimpija 4:0 (2:0) Vardar – Velež 0:1 (0:0) Čelik – Borac Banja Luka 1:0 (0:0) Napredak – Sloboda 1:1 (1:0) Rijeka – Osijek 0:0 8. kolo 25. 8. 1979. Vojvodina – Radnički Niš 1:1 (0:0) 26. 8. 1979. Olimpija – Vardar 1:1 (1:0) Željezničar – Dinamo Zagreb 2:0 (2:0) Crvena zvezda – Hajduk 0:1 (0:1) Osijek – Sarajevo 2:3 (0:2) Sloboda – Rijeka 0:1 (0:1) Borac Banja Luka – Napredak 2:0 (1:0) Velež – Čelik 5:1 (3:0) Budućnost – Partizan 2:0 (0:0) 9. kolo 1. 9. 1979. Hajduk – Budućnost 1:0 (1:0) 2. 9. 1979. Dinamo Zagreb – Crvena zvezda 2:2 (2:0) Radnički Niš – Željezničar 3:0 (2:0) Vardar – Vojvodina 2:0 (1:0) Čelik – Olimpija 2:3 (1:2) Napredak – Velež 0:0 Rijeka – Borac Banja Luka 0:0 Sarajevo – Sloboda 2:1 (2:1) Partizan – Osijek 0:0 10. kolo 5. 9. 1979. Olimpija – Napredak 0:2 (0:1) Vojvodina – Čelik 1:0 (0:0) Crvena zvezda – Radnički Niš 1:0 (0:0) Hajduk – Dinamo Zagreb 1:1 (1:0) Sloboda – Partizan 2:0 (0:0) Borac Banja Luka – Sarajevo 0:2 (0:0) Velež – Rijeka 3:1 (0:0) Budućnost – Osijek 2:0 (1:0) 6. 9. 1979. Željezničar – Vardar 0:0 11. kolo 8. 9. 1979. Radnički Niš – Hajduk 4:0 (2:0) 9. 9. 1979. Dinamo Zagreb – Budućnost 0:0 Vardar – Crvena zvezda 0:0 Čelik – Željezničar 2:3 (0:1) Napredak – Vojvodina 2:1 (1:0) Rijeka – Olimpija 2:0 (0:0) Sarajevo – Velež 1:0 (1:0) Partizan – Borac Banja Luka 3:1 (2:0) Osijek – Sloboda 1:1 (1:0) 12. kolo 6. 10. 1979. Budućnost – Sloboda 0:0 7. 10. 1979. Olimpija – Sarajevo 2:1 (1:0) Vojvodina – Rijeka 3:1 (3:1) Željezničar – Napredak 1:1 (0:0) Crvena zvezda – Čelik 1:0 (0:0) Hajduk – Vardar 0:0 Dinamo Zagreb – Radnički Niš 1:1 (1:0) Borac Banja Luka – Osijek 1:1 (1:0) Velež – Partizan 0:0 13. kolo 13. 10. 1979. Vardar – Dinamo Zagreb 1:1 (0:0) 14. 10. 1979. Radnički Niš – Budućnost 2:0 (0:0) Čelik – Hajduk 1:3 (1:1) Napredak – Crvena zvezda 1:2 (0:0) Rijeka – Željezničar 2:2 (1:0) Sarajevo – Vojvodina 1:0 (0:0) Partizan – Olimpija 3:1 (1:1) Osijek – Velež 2:1 (2:1) Sloboda – Borac Banja Luka 2:1 (1:0) 14. kolo 20. 10. 1979. Crvena zvezda – Rijeka 3:0 (1:0) Hajduk – Napredak 3:1 (1:1) 21. 10. 1979. Olimpija – Osijek 2:0 (2:0) Vojvodina – Partizan 1:2 (0:0) Željezničar – Sarajevo 1:1 (1:0) Dinamo Zagreb – Čelik 0:0 Radnički Niš – Vardar 0:0 Velež – Sloboda 5:1 (2:0) Budućnost – Borac Banja Luka 3:0 (1:0) 15. kolo 3. 11. 1979. Napredak – Dinamo Zagreb 3:0 (2:0) Rijeka – Hajduk 2:0 (1:0) Sarajevo – Crvena zvezda 2:1 (1:1) 4. 11. 1979. Vardar – Budućnost 1:1 (0:0) Čelik – Radnički Niš 1:0 (1:0) Partizan – Željezničar 3:0 (1:0) Osijek – Vojvodina 2:0 (1:0) Sloboda – Olimpija 2:0 (1:0) Borac Banja Luka – Velež 4:2 (2:1) 16. kolo 17. 11. 1979. Dinamo Zagreb – Rijeka 5:1 (4:0) 18. 11. 1979. Olimpija – Borac Banja Luka 3:0 (3:0) Vojvodina – Sloboda 1:0 (1:0) Željezničar – Osijek 1:1 (1:1) Crvena zvezda – Partizan 2:0 (0:0) Hajduk – Sarajevo 1:0 (0:0) Radnički Niš – Napredak 2:0 (1:0) Vardar – Čelik 2:0 (2:0) Budućnost – Velež 2:0 (1:0) 17. kolo 24. 11. 1979. Osijek – Crvena zvezda 1:1 (0:0) 25. 11. 1979. Čelik – Budućnost 3:0 (1:0) Napredak – Vardar 0:0 Rijeka – Radnički Niš 0:0 Sarajevo – Dinamo Zagreb 4:2 (2:2) Partizan – Hajduk 3:0 (1:0) Sloboda – Željezničar 3:1 (2:1) Borac Banja Luka – Vojvodina 1:1 (1:0) Velež – Olimpija 0:0 | 18. kolo 1. 3. 1980. Osijek – Hajduk 0:0 Rijeka – Vardar 4:0 (1:0) 2. 3. 1980. Napredak – Čelik 0:0 Sarajevo – Radnički Niš 2:0 (0:0) Partizan – Dinamo Zagreb 1:0 (1:0) Sloboda – Crvena zvezda 1:1 (1:1) Borac Banja Luka – Željezničar 1:1 (0:0) Velež – Vojvodina 2:1 (1:1) Budućnost – Olimpija 1:0 (0:0) 19. kolo 8. 3. 1980. Hajduk – Sloboda 2:1 (0:1) 9. 3. 1980. Vojvodina – Olimpija 2:0 (1:0) Željezničar – Velež 3:1 (1:0) Crvena zvezda – Borac Banja Luka 2:0 (0:0) Dinamo Zagreb – Osijek 1:0 (0:0) Radnički Niš – Partizan 1:0 (1:0) Vardar – Sarajevo 0:0 Čelik – Rijeka 1:0 (1:0) Napredak – Budućnost 2:0 (0:0) 20. kolo 12. 3. 1980 Olimpija – Željezničar 0:0 Rijeka – Napredak 2:1 (1:0) Sarajevo – Čelik 2:2 (2:1) Osijek – Radnički Niš 2:0 (2:0) Sloboda – Dinamo Zagreb 0:0 Borac Banja Luka – Hajduk 0:0 Velež – Crvena zvezda 0:2 (0:1) Budućnost – Vojvodina 3:1 (2:0) 13. 3. 1980. Partizan – Vardar 3:2 (1:1) 21. kolo 15. 3. 1980. Crvena zvezda – Olimpija 2:1 (0:0) Rijeka – Budućnost 2:0 (1:0) 16. 3. 1980. Željezničar – Vojvodina 3:0 (1:0) Dinamo Zagreb – Borac Banja Luka 0:0 Radnički Niš – Sloboda 1:0 (1:0) Vardar – Osijek 1:0 (0:0) Čelik – Partizan 1:1 (0:0) Napredak – Sarajevo 2:0 (0:0) 9. 4. 1980. Hajduk – Velež 2:0 (1:0) 22. kolo 5. 4. 1980. Vojvodina – Crvena zvezda 1:2 (1:1) 6. 4. 1980. Olimpija – Hajduk 0:1 (0:1) Sarajevo – Rijeka 2:0 (1:0) Partizan – Napredak 0:0 Osijek – Čelik 0:0 Sloboda – Vardar 5:2 (4:0) Borac Banja Luka – Radnički Niš 2:0 (0:0) Velež – Dinamo Zagreb 1:1 (1:0) Budućnost – Željezničar 3:0 (2:0) 23. kolo 12. 4. 1980. Sarajevo – Budućnost 2:2 (1:2) 13. 4. 1980. Crvena zvezda – Željezničar 2:1 (0:0) Hajduk – Vojvodina 2:2 (0:1) Dinamo Zagreb – Olimpija 0:0 Radnički Niš – Velež 2:1 (1:0) Vardar – Borac Banja Luka 5:2 (3:0) Čelik – Sloboda 0:0 Napredak – Osijek 3:0 (1:0) Rijeka – Partizan 0:0 24. kolo 19. 4. 1980. Budućnost – Crvena zvezda 2:0 (2:0) 20. 4. 1980. Olimpija – Radnički Niš 2:0 (0:0) Vojvodina – Dinamo Zagreb 2:1 (2:1) Željezničar – Hajduk 1:1 (1:1) Partizan – Sarajevo 2:0 (0:0) Osijek – Rijeka 2:0 (1:0) Sloboda – Napredak 5:2 (2:0) Borac Banja Luka – Čelik 2:1 (0:0) Velež – Vardar 2:2 (1:1) 25. kolo 4. 5. 1980. Radnički Niš – Vojvodina 5:1 (2:1) Vardar – Olimpija 2:2 (1:0) Čelik – Velež 0:0 Napredak – Borac Banja Luka 1:0 (1:0) Rijeka – Sloboda 1:0 (0:0) Partizan – Budućnost 1:1 (0:1) 4. 5. 1980. − 3 večernje utakmice su prekinute nakon vijesti o Titinoj smrtii i ponovo su odigrane... Hajduk – Crvena zvezda (1:1, prekinuto u 43. minuti) Dinamo – Željezničar (0:0, prekinuto...) Sarajevo – Osijek (1:1, prekinuto...) 21. 5. 1980. Hajduk – Crvena zvezda 1:3 (0:1) Dinamo Zagreb – Željezničar 4:1 (2:1) Sarajevo – Osijek 2:1 (2:1) 7. 5. 1980. Kompletno 26. kolo odgođeno je Titine zbog smrti i igralo se nakon 27. kola u novim terminima... 26. kolo 15. 5. 1980. Budućnost – Hajduk 3:1 (3:0) Osijek – Partizan 1:0 (0:0) 18. 5. 1980. Olimpija – Čelik 1:0 (0:0) Vojvodina – Vardar 2:0 (2:0) Željezničar – Radnički Niš 4:2 (1:0) Crvena zvezda – Dinamo Zagreb 2:1 (2:1) Sloboda – Sarajevo 4:2 (3:0) Borac Banja Luka – Rijeka 3:0 (1:0) Velež – Napredak 1:1 (0:0) 27. kolo 11. 5. 1980. Dinamo Zagreb – Hajduk 1:0 (1:0) Radnički Niš – Crvena zvezda 1:1 (0:1) Vardar – Željezničar 1:1 (1:0) Čelik – Vojvodina 0:1 (0:0) Napredak – Olimpija 3:0 (1:0) Rijeka – Velež 1:0 (1:0) Sarajevo – Borac Banja Luka 1:0 (0:0) Partizan – Sloboda 2:0 (1:0) Osijek – Budućnost 0:0 28. kolo 25. 5. 1980. Olimpija – Rijeka 0:1 (0:0) Vojvodina – Napredak 1:0 (0:0) Željezničar – Čelik 2:0 (0:0) Hajduk – Radnički Niš 2:3 (1:2) Sloboda – Osijek 1:0 (1:0) Borac Banja Luka – Partizan 1:0 (1:0) Velež – Sarajevo 1:2 (0:1) 28. 5. 1980. Crvena zvezda – Vardar 2:1 (1:1) Budućnost – Dinamo Zagreb 1:1 (1:0) 29. kolo 31. 5. 1980. Radnički Niš – Dinamo Zagreb 0:1 (0:1) 1. 6. 1980. Vardar – Hajduk 1:0 (0:0) Čelik – Crvena zvezda 0:0 Napredak – Željezničar 0:0 Rijeka – Vojvodina 1:1 (0:0) Sarajevo – Olimpija 6:0 (3:0) Partizan – Velež 0:1 (0:1) Osijek – Borac Banja Luka 2:1 (1:1) Sloboda – Budućnost 2:1 (0:0) 30. kolo 4. 6. 1980. Olimpija – Partizan 2:0 (1:0) Vojvodina – Sarajevo 1:0 (0:0) Crvena zvezda – Napredak 0:0 Hajduk – Čelik 3:0 (2:0) Dinamo Zagreb – Vardar 2:2 (2:2) Borac Banja Luka – Sloboda 1:0 (0:0) Velež – Osijek 1:0 (1:0) Budućnost – Radnički Niš 2:1 (0:0) 5. 6. 1980. Željezničar – Rijeka 1:1 (0:0) 31. kolo 7. 6. 1980. Napredak – Hajduk 2:2 (0:0) 8. 6. 1980. Vardar – Radnički Niš 2:2 (1:1) Čelik – Dinamo Zagreb 2:2 (0:2) Rijeka – Crvena zvezda 2:2 (2:2) Sarajevo – Željezničar 1:3 (0:1) Partizan – Vojvodina 0:0 Osijek – Olimpija 4:0 (3:0) Sloboda – Velež 2:0 (1:0) Borac Banja Luka – Budućnost 3:1 (2:0) 32. kolo 15. 5. 1980. Olimpija – Sloboda 0:0 Vojvodina – Osijek 2:0 (1:0) Željezničar – Partizan 0:0 Crvena zvezda – Sarajevo 4:1 (2:1) Hajduk – Rijeka 4:1 (1:0) Radnički Niš – Čelik 4:1 (2:0) Velež – Borac Banja Luka 2:0 (0:0) Budućnost – Vardar 1:1 (1:1) 16. 5. 1980. Dinamo Zagreb – Napredak 0:3 (0:2) 33. kolo 21. 6. 1980. Sloboda – Vojvodina 2:0 (0:0) 22. 6. 1980. Čelik – Vardar 0:2 (0:2) Napredak – Radnički Niš 0:0 Rijeka – Dinamo Zagreb 2:0 (0:0) Sarajevo – Hajduk 4:2 (1:2) Partizan – Crvena zvezda 0:0 Osijek – Željezničar 2:0 (0:0) Borac Banja Luka – Olimpija 1:0 (0:0) Velež – Budućnost 2:1 (1:0) 34. kolo 28. 6. 1980. Dinamo Zagreb – Sarajevo 2:2 (0:0) 29. 6. 1980. Olimpija – Velež 3:1 (2:0) Vojvodina – Borac Banja Luka 1:0 (1:0) Željezničar – Sloboda 1:1 (1:0) Crvena zvezda – Osijek 3:0 (par-forfe, utakmica je prekinuta zbog napada na suca u 35. minuti pri rezultatu 3:0) Hajduk – Partizan 4:1 (4:0) Radnički Niš – Rijeka 2:0 (1:0) Vardar – Napredak 2:1 (1:1) Budućnost – Čelik 0:0 |

## Prvaci
FK Crvena zvezda
trener: Branko Stanković
Igrači (odigrao utakmica/postigao pogodaka):
Srebrenko Repčić (33/7)
Cvijetin Blagojević (31/2)
Milan Jovin (31/1)
Dušan Savić (28/11)
Vladimir Petrović (28/5)
Miloš Šestić (28/4)
Zlatko Krmpotić (25/0)
Zoran Filipović (24/6)
Zdravko Borovnica (24/0)
Nedeljko Milosavljević (23/3)
Živan Ljukovčan (23/0) (vratar)
Ivan Jurišić (19/0)
Dragan Miletović (18/0)
Dušan Nikolić (16/1)
Slavoljub Muslin (15/0)
Đorđe Milovanović (14/3)
Boško Đurovski (14/1)
Nikola Jovanović (14/0)
Aleksandar Stojanović (11/0) (vratar)
Radomir Savić (9/3)
Srboljub Stamenković (1/0)
Zoran Mitić (1/0)
Borisav Mitrović (1/0)
Izvori:

## Statistika

### Ljestvica strijelaca
| Pl. | Ime              | Klub              | Pogodaka |
| --- | ---------------- | ----------------- | -------- |
| 1.  | Dragoljub Kostić | Napredak Kruševac | 17       |
| 1.  | Safet Sušić      | Sarajevo          | 17       |
| 3.  | Zlatko Kranjčar  | Dinamo Zagreb     | 14       |
| 4.  | Dušan Savić      | Crvena zvezda     | 13       |
| 5.  | Ranko Đorđić     | Čelik Zenica      | 12       |
| 5.  | Mersad Kovačević | Sloboda Tuzla     | 12       |
| 5.  | Dragan Okuka     | Velež Mostar      | 12       |
| 8.  | Zlatko Vujović   | Hajduk Split      | 11       |
| 9.  | Milan Radović    | Rijeka            | 10       |
| 9.  | Vasil Ringov     | Vardar Skoplje    | 10       |
| 9.  | Dragan Vujović   | Budućnost         | 10       |

## Poveznice
- Druga savezna liga 1979./80.
- Treći rang prvenstva Jugoslavije 1979./80.
- Kup maršala Tita 1979./80.

## Vanjske poveznice
- www.historical-lineups.com
  - Godišnjak
  - Klubovi
  - Statistika
- Eu-football.info